# توموکو یوشیهارا
توموکو یوشیهارا (انگلیسی: Tomoko Yoshihara؛ زادهٔ ۴ فوریهٔ ۱۹۷۰) بازیکن والیبال زن اهل ژاپن بود.